# باباداغ
باباداغ (بالتركية : Babadağ) وهي مدينة في مقاطعة تولشيا في رومانيا.

## الاسم

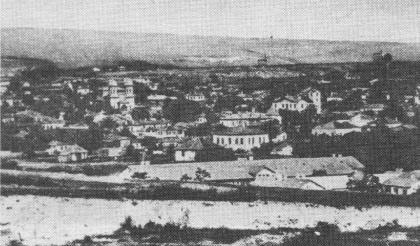
مدينة باباداغ في القرن التاسع عشر

سميت المدينة بهذا الاسم منذ الفتح الإسلامي في رومانيا وبقيت على هذا الاسم.

## السكان
وبلغ عدد سكان مدينة باباداغ 3500 نسمة عام 1900م. وعام 2002 وصل عدد سكان المدينة إلى 10307 نسمة.
- الرومان : 8466 (84.3%).
- الأتراك : 1289 (12.8%).
- الغجر : 168 (1.7%).
- أخرى : 114 (2.1%).

حيث تبلغ نسبة المسيحيين في المدينة 84.8%، ونسبة المسلمين تصل إلى 14.2%.

## اللغات
نسبة الذين يتكلمون الرومانية تصل إلى 85.5%، ونسبة المتكلمين باللغة التركية 12.5% ولغة التسيجان 1.3%.

## أعلام
- كمال كربات
- أوريل توما